# Управляющее воздействие
Понятие «управляющее воздействие» (УВ) в литературе имеет две содержательных трактовки .
В теории автоматического управления — это сигнал. Анализ особенностей таких «сигнальных» управляющих воздействий показывает, что их смысловое (информационное) содержание полностью определяется параметрами материального носителя, представленного в виде механического, химического, электрического, электромагнитного и т. п. воздействия на объект управления (ОУ). Такое воздействие непосредственно оказывается на объект управления и вызывает (при отсутствии возмущений) однозначную реакцию в изменении значений и параметров, характеризующих состояние ОУ. То есть «сигнал» можно рассматривать в качестве первопричины изменения состояния объекта управления.
В теории систем, это понятие трактуется не только как сигнал, но и как команда, приказ, распоряжение, установка, инструкция, стимул и т. п.. При этом в отличие от «сигнальной» трактовки управляющего воздействия, все другие перечисленные выше варианты смыслового представления УВ предполагают необходимость в предварительном выполнении каких-то дополнительных действий (функций) для представления их, в конечном счете, в виде «сигнального» воздействия — непосредственной причины изменения состояний ОУ. Поэтому смысловое содержание таких УВ вполне обоснованно можно интерпретировать как «задание» системе, содержащей в своем составе объект управления, на выполнение всех необходимых действий для осуществления перевода ОУ в требуемое состояние.